# Jarmila Veselá
Jarmila Veselá, rozená Slabá (2. ledna 1933 Sušak, dnes část Rijeky – 13. dubna 2017 Brno), byla česká zpěvačka, flétnistka a příležitostná herečka. Známou se stala především svým účinkováním s Orchestrem Gustava Broma.

## Život
Otec, lidový skladatel a dirigent Jan Slabý (1904–??), byl vojenským kapelníkem v Jugoslávii. Do Brna se vrátil v roce 1946. Jarmila Slabá–Veselá vystudovala na brněnské konzervatoři hru na flétnu. Studium úspěšně ukončila v roce 1954 a nastoupila zaměstnání v Symfonickém orchestru kraje brněnského. Současně začala zpívat a nahrávat pro brněnský Československý rozhlas. V letech 1956–1963 byla kmenovou zpěvačkou orchestru Gustava Broma. Svou interpretací často v oblasti swingu přispěla k popularitě Bromova orchestru a celkově obrátila pozornost k hudebnímu dění v Brně. Psali pro ni brněnští autoři (Oldřich Blaha, Erik Knirsch), často byla k nahrávaní zvána i do Prahy. K jejím nejznámějším písním patřily Harfy v nebi, Ananas, Jen tak tak nebo Mlhavé ráno, největším hitem se stala převzatá skladba Slunečný ostrov (1958). K její oblibě kromě častého koncertování přispělo také vystupování v televizi, kde dvakrát zvítězila v soutěži Hledáme písničku pro všední den. S orchestrem Gustava Broma absolvovala řadu zahraničních zájezdů nejen v socialistických zemích, ale i v západní Evropě (Západní Německo, Švýcarsko, Dánsko, Švédsko). V několika menších rolích se jako herečka i zpěvačka objevila také ve filmech, známá je píseň Arizona, kterou zpívala za Olgu Schoberovou ve filmu Limonádový Joe aneb Koňská opera.
Po ukončení spolupráce s Gustavem Bromem v roce 1963 vystupovala s orchestry Studio Brno, Mirko Foreta, Karla Vlacha a Tanečním orchestrem Československého rozhlasu. Účinkovala v inscenacích Večerního Brna, ale i v činohře Státního divadla. Nadále často jezdila do zahraničí, kde nahrávala s rozhlasovými orchestry a vystupovala v televizi, dvakrát také uspěla na zahraničních hudebních festivalech. Po generační obměně brněnských zpěvaček koncem 60. let se její umělecká dráha dostala do útlumu, ale v roce 1971 se znovu zviditelnila písní Až rozkvetou lípy. Krátce poté vydala u Pantonu svou jedinou LP desku nazvanou podle jejího největšího hitu (Slunečný ostrov, 1975). V následujících letech vystupovala v estrádních programech, nadále se ale objevovala příležitostně i v televizi. 
První manžel, Stanislav Veselý, byl v Bromově orchestru pozounista. S ním měla syna Petra.

## Filmografie
- 1999 Eliška má ráda divočinu (hraje paní v kase)
- 1978 Domácí strava je domácí strava (televizní hra, hraje)
- 1964 Limonádový Joe aneb Koňská opera (Winifred – zpěv za Olgu Schoberovou)
- 1963 Pražské blues (hraje i zpívá)
- 1960 Ledoví muži (zpěv písně Sníh v očích)
- 1958 Hvězda jede na jih (pouze zpěv, písně Píše moře modré psaní, Až přijde ten pravý; Dobrou noc, můj milý, Směj se dál)

## Diskografie
- 1958 – Sluneční ostrov mono, 78 RPM, bakelit
- 199? – Zpívá Jarmila Veselá singly
- 2002 – Až rozkvetou lípy singly
- 2009 – Desatero lučních květů singly